# Le Roi se meurt

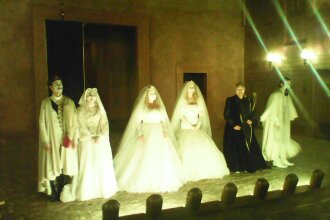
Representación de la obra en La Cartoucherie, París (2017).

Le Roi se meurt (en español: El rey se muere), (en inglés: Exit the King) es una pieza que se inscribe dentro del teatro del absurdo, escrita por Eugène Ionesco en 1962. Es la tercera obra de "El ciclo de Berenger" , precedida por The Killer (1958) y El rinoceronte (1959), y A Stroll in the Air (1963).
La obra narra la historia del hombre medio contemporáneo: el Rey Berenguer. Casado en segundas nupcias con la joven María, y con una vida de excesos a sus espaldas. Excesos que vuelven para rendirle cuentas. Berenguer es el monarca que se ríe de la pretendida proximidad de su muerte, duda de la veracidad de la misma, rechaza abiertamente este final, sufre bajo la angustia de la inminencia, anhela que todo sea una pesadilla, se rinde y vuelve a rebelarse, hasta que sus sentidos le abandonan, hasta que la realidad de la vigilia se aleja.